# St. Ägidius (Hof)
Die Kirche St. Ägidius in Hof ist der wahrscheinlich älteste Kirchenbau im Altlandkreis Oberviechtach, eine Anlage des Typs Romanische Landkirche mit profanem Obergeschoss.

## Geschichte
Gebaut wurde die Kirche im 12. Jahrhundert im rein romanischen Stil. Ursprung des Dorfes Hof war ein befestigter Meierhof der Grafen von Sulzbach, der zur Herrschaft Murach gehörte. Unmittelbar daneben wurde diese Kirche errichtet, die anfänglich nur über eine Holzbrücke von diesem Hof aus zugänglich gewesen sein soll. Die Kirche diente den Dorfbewohnern möglicherweise als Zufluchtsort. Der heute noch erkennbare, ursprünglich höher gelegene Eingang wurde später zugemauert. Der Haupteingang befindet sich heute weiter unten, mittig unter dem Glockenturm in der Westseite. Ein Nebeneingang liegt an der Südseite.
Die Kirche diente später als Pfarrkirche mit einem Friedhof für Oberviechtach; dieser Friedhof lag auf dem Grundstück des heutigen „Hutzlerhofes“. Um 1600 wurde das Dach der Kirche zerstört und somit dem Verfall preisgegeben. Pfarrer Vorster bezeichnete sie im Urbar von 1650 als einen Steinhaufen. 1658 wurde die Kirche dann wieder aufgebaut. 1835 brannte sie ab, 1838 wurde sie wiederhergestellt.

## Sage
Nach einer Sage wurde die Kirche durch Riesen erbaut, denn die Kirchenmauern bestehen aus riesigen Felsblöcken.

## Außenmaße
- Langhaus: 11,6 m × 8,2 m (Länge × Breite)
- Altarraum: 4,6 m × 6,0 m (Länge × Breite)
- Gesamtlänge: 16,2 m

Fotos der Kirche St. Ägidius
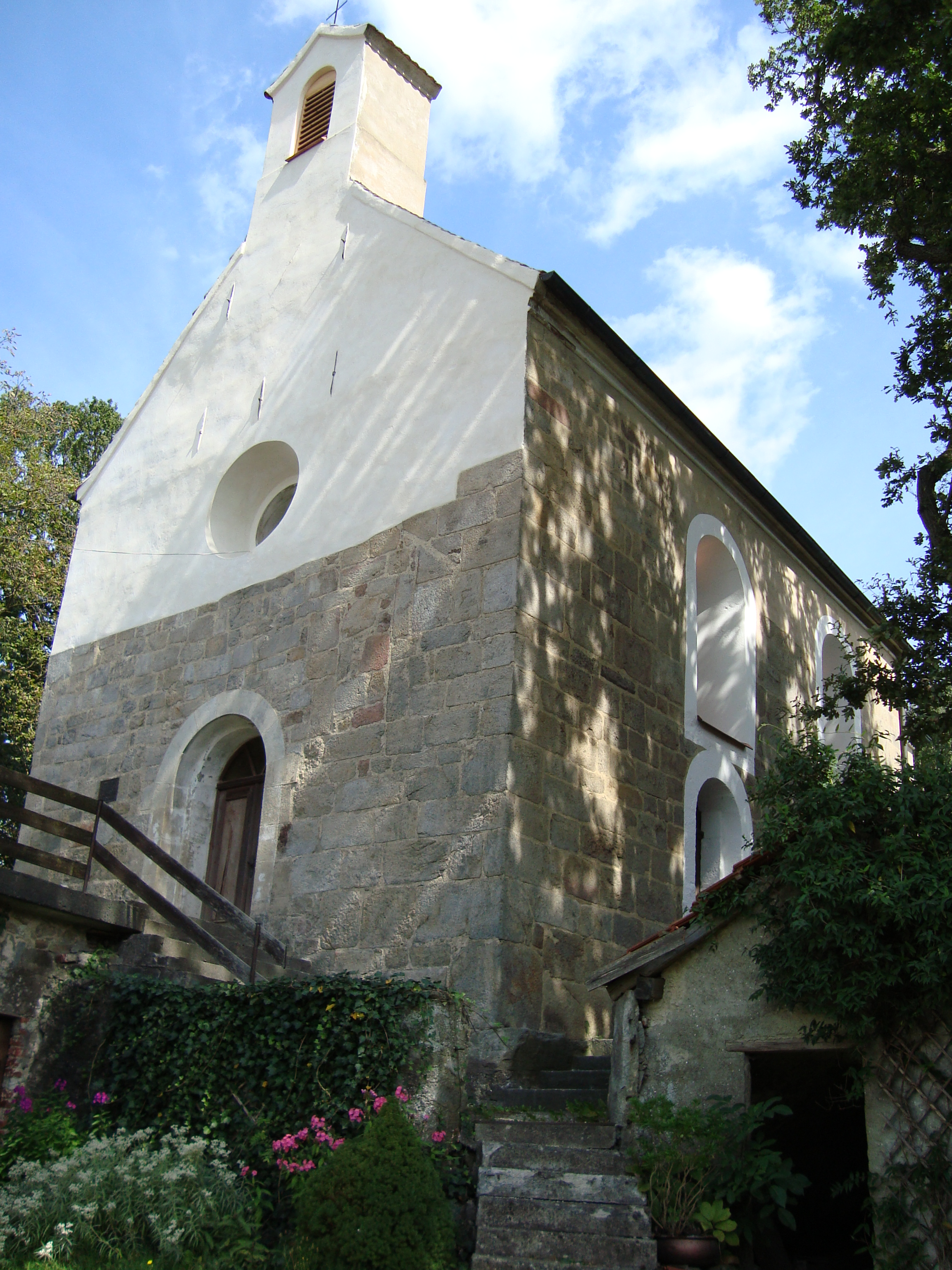
Ansicht von Westen
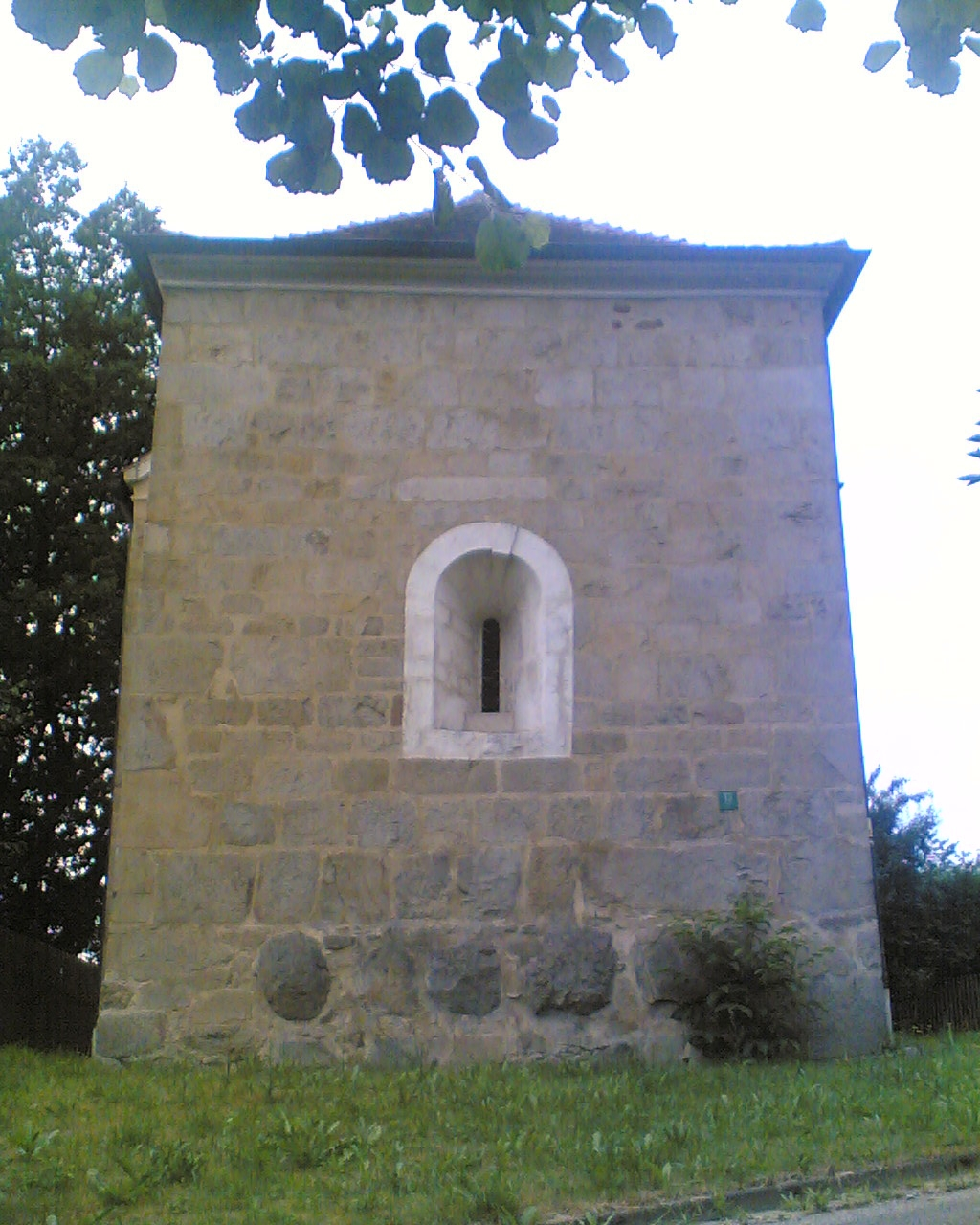
Ansicht von Osten
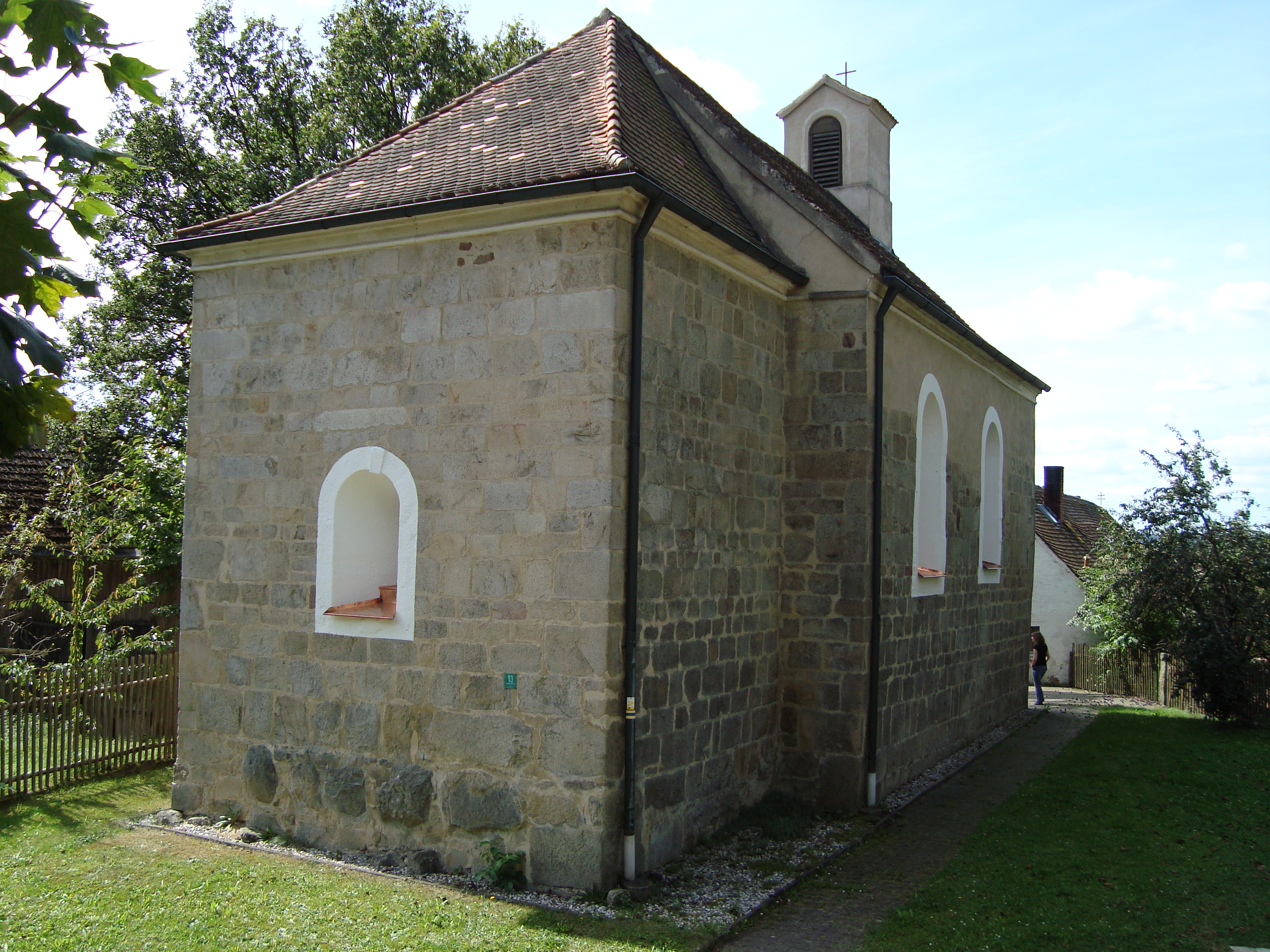
Ansicht von Nordosten
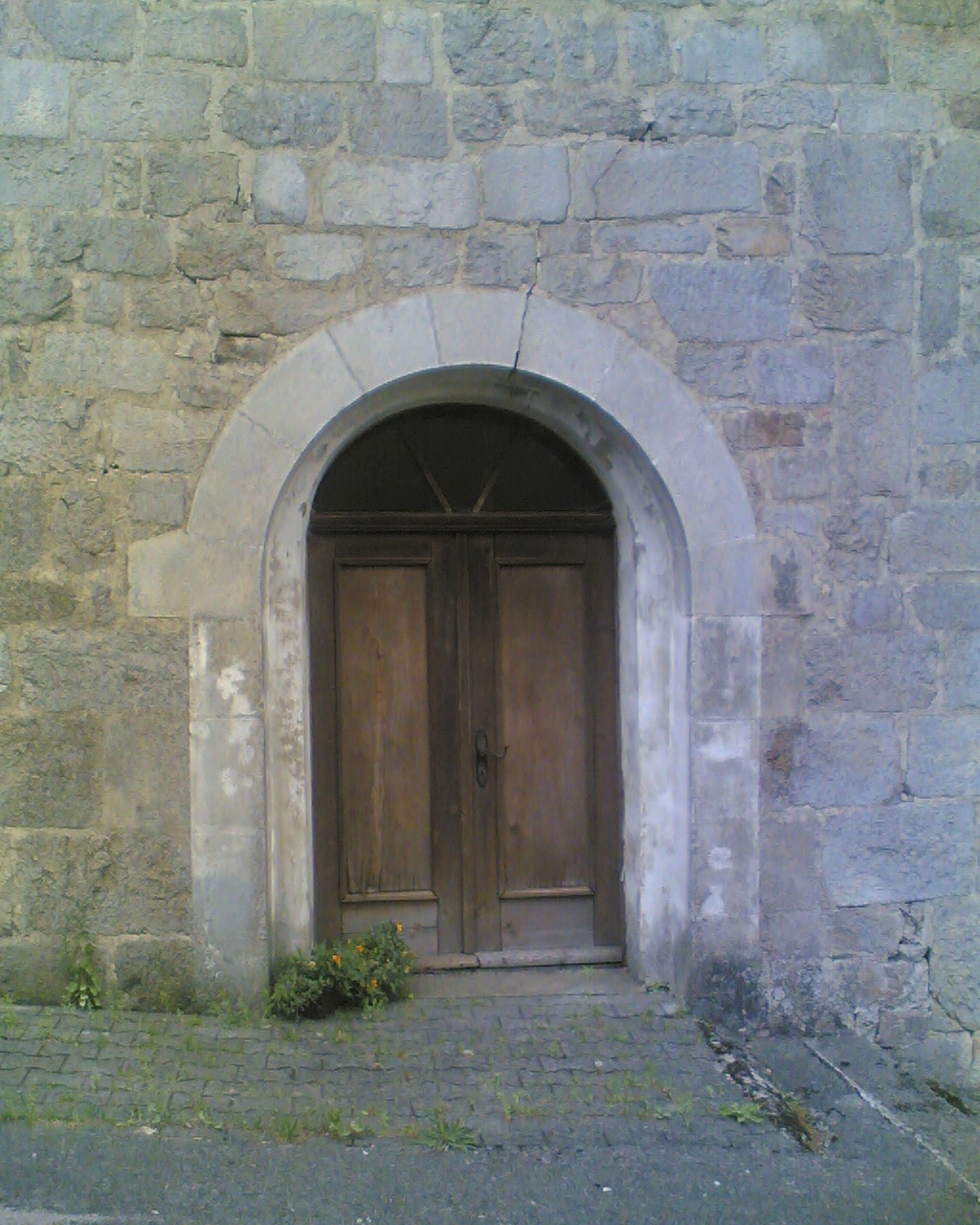
Haupteingang
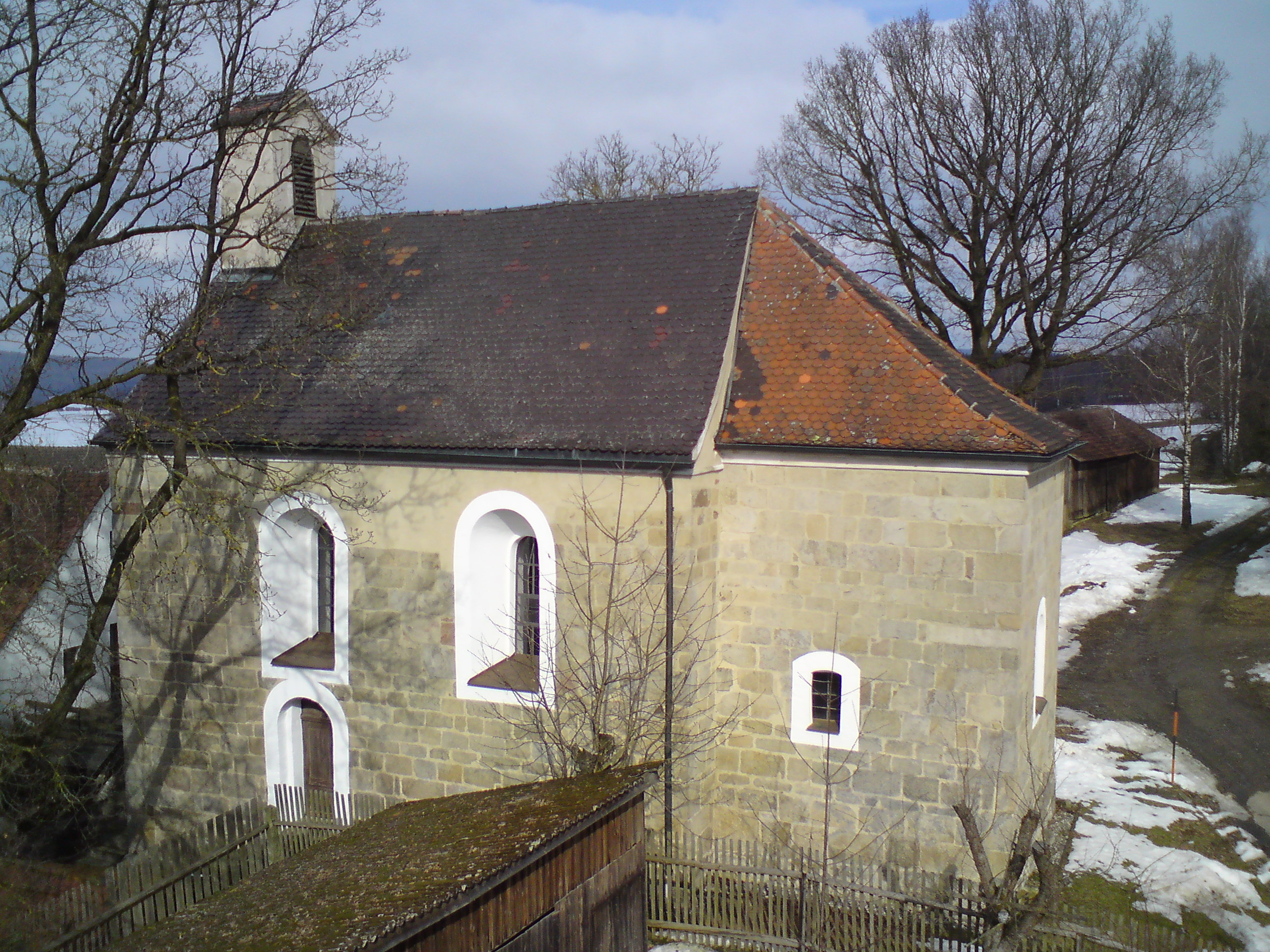
Ansicht von Süden